# Lac Nère (Marcadau)
Pour les articles homonymes, voir Lac Nère.
Le lac Nère est un lac pyrénéen français situé administrativement dans la commune d'Estaing dans le département des Hautes-Pyrénées en région  Occitanie.

## Toponymie
En occitan, nère signifie noir (de ses eaux sombres car profondes) .
Il ne doit pas être confondu avec les nombreux lac Nère ou lac Noir des Pyrénées, et notamment avec le lac Nère de la vallée d'Estaing, situé à trois km à vol d'oiseau.

## Géographie
Administrativement, il se trouve dans le territoire communal de Estaing, département des Hautes-Pyrénées, en région Occitanie.

### Topographie
Le lac Nère est un lac naturel situé à 2 309 m d'altitude.
|                                | Lac du Pourtet          |                                         |
| Pic de Bernat Barrau (2 793 m) | lac Nère (Marcadau)     | La Cardinquère (Sommet Ouest) (2 509 m) |
|                                | Refuge Wallon (1 865 m) |                                         |

### Hydrographie
Recevant le ruisseau de Bassia et les eaux du lac du Pourtet, le lac Nère alimente un ruisseau qui se déverse dans le gave de Cambalès puis dans le gave du Marcadau.

## Protection environnementale
Le lac est situé dans le parc national des Pyrénées.

## Voies d'accès
Par la vallée du Marcadau en tournant à droite au refuge Wallon.

## Images

Sélection de vues du lac.
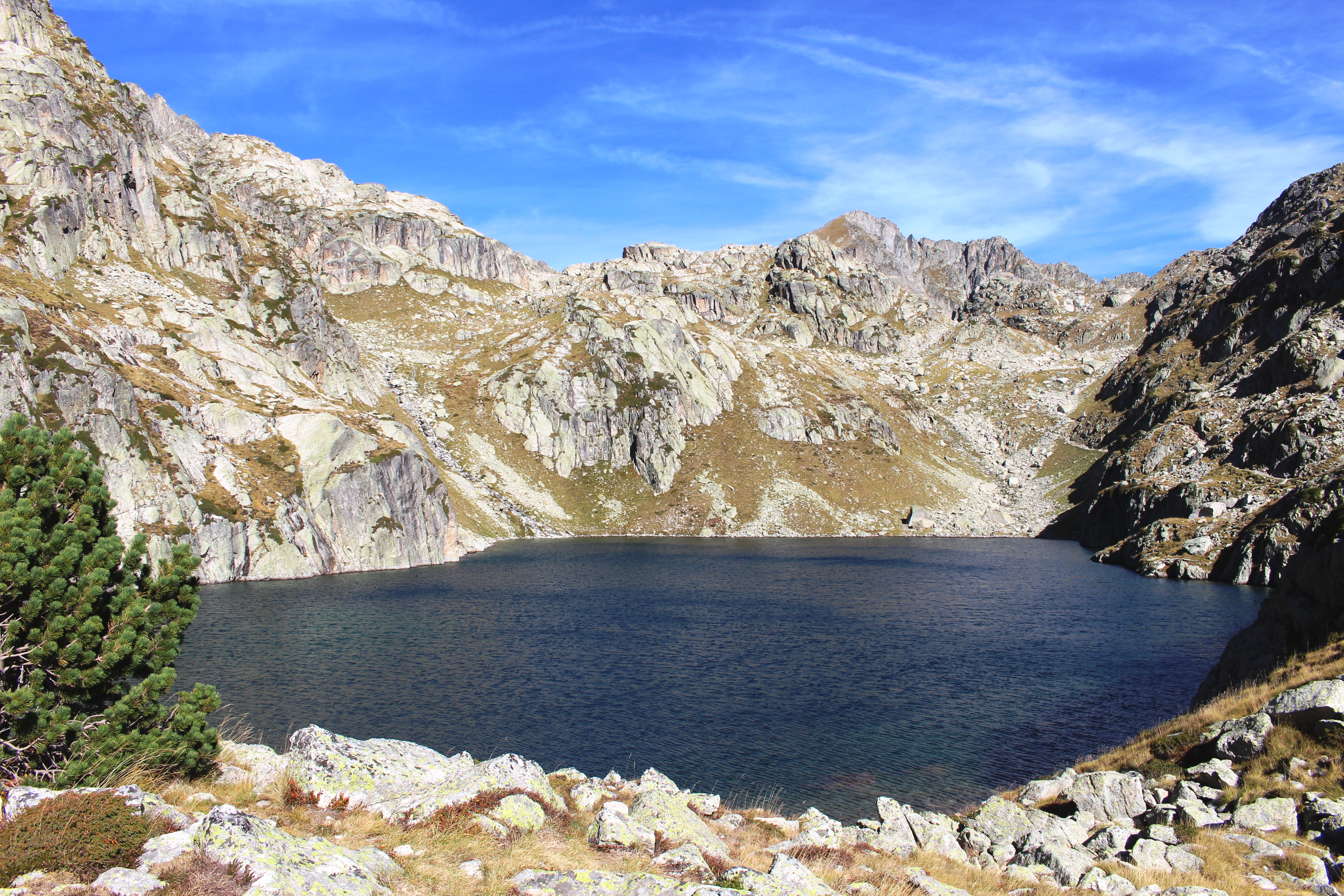
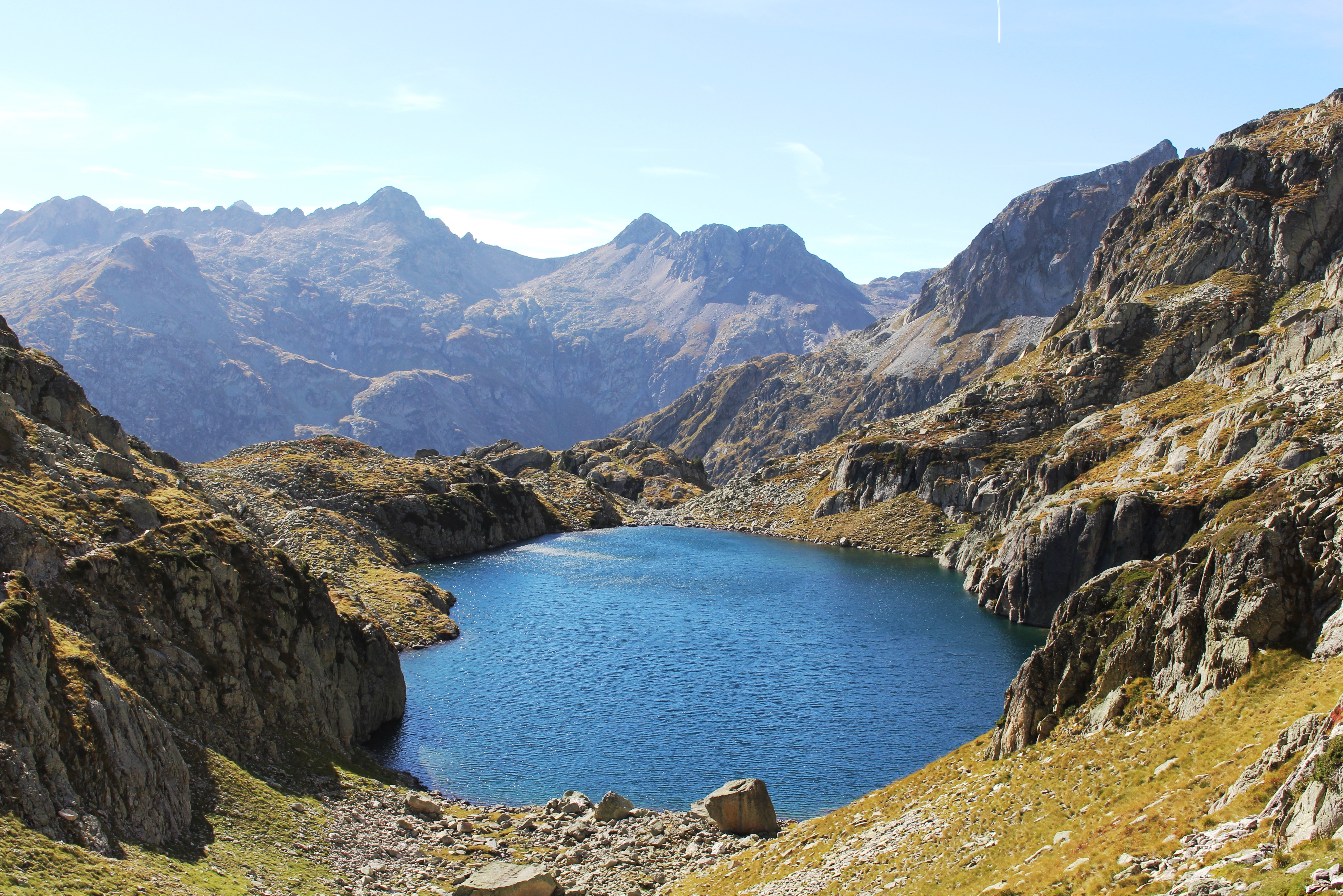
Vue sur la Pointe de la Muga
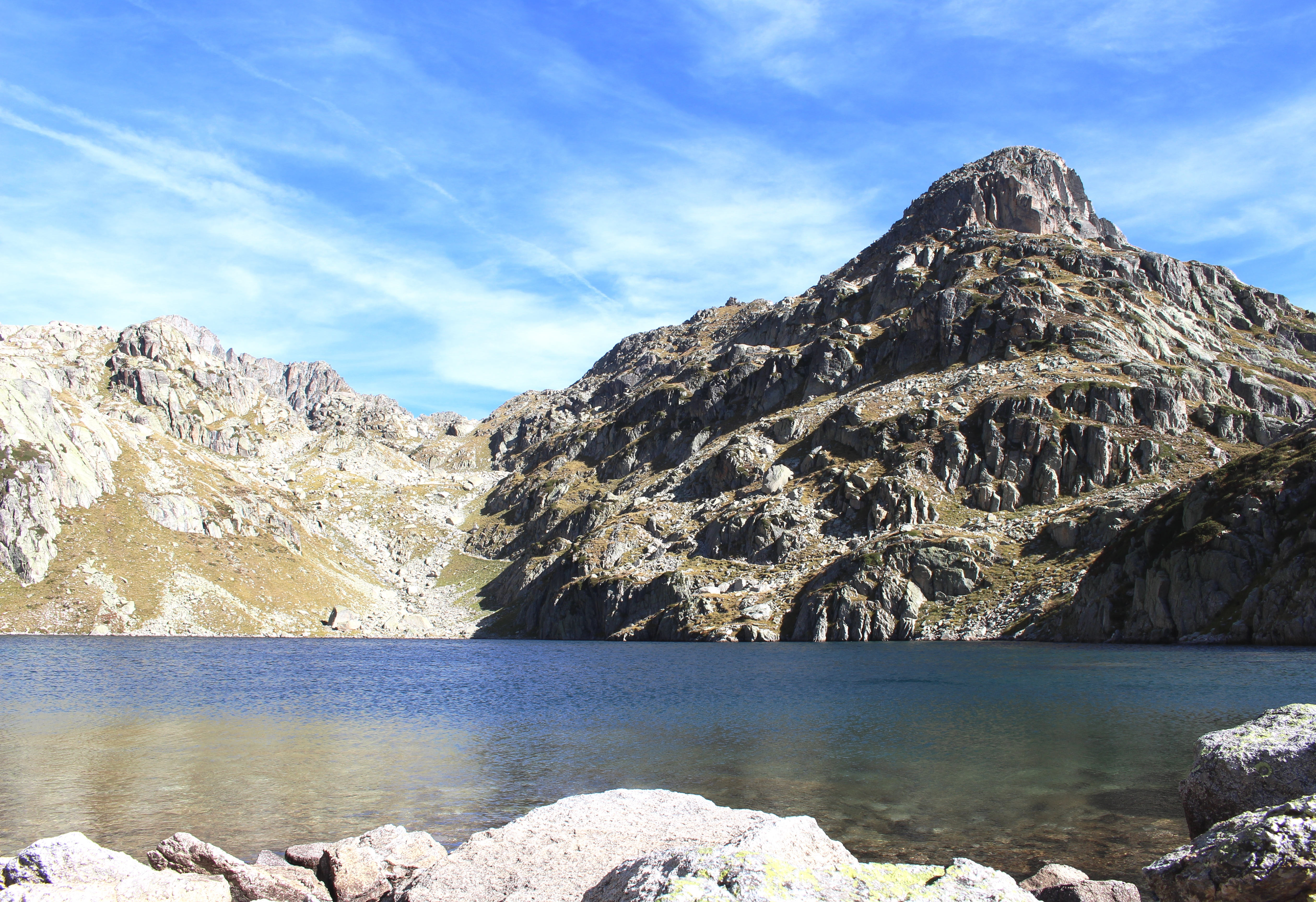
Vue du Mont Aigu